# Andreas Achenbach

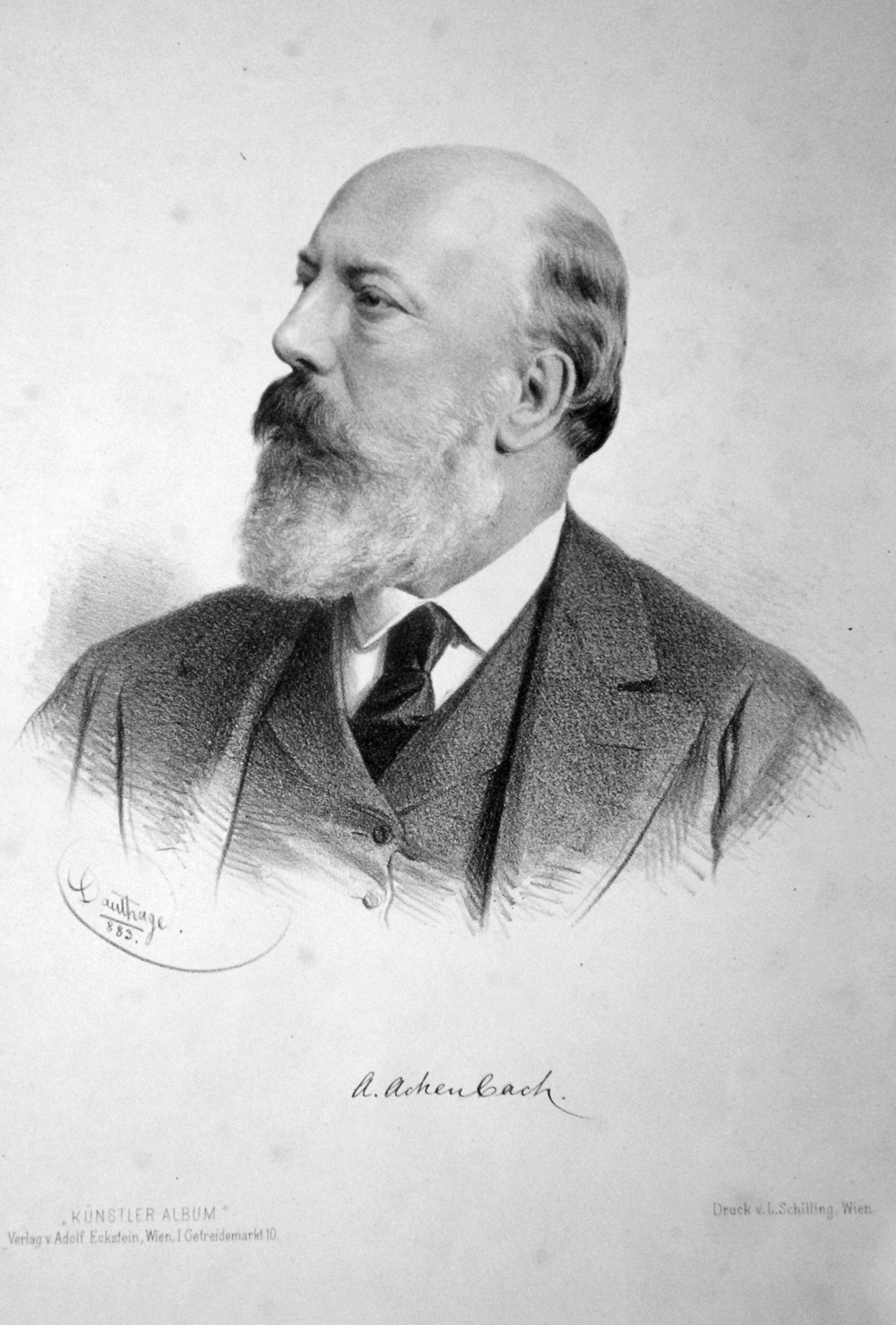
Andreas Achenbach, litografie od Adolfa Dauthageho, 1883

Andreas Achenbach (29. září 1815 Kassel – 1. dubna 1910 Düsseldorf) byl německý krajinář období romantismu a bratr malíře Oswalda Achenbacha. Bývá řazen do düsseldorfské malířské školy.
Tématem jeho obrazů byly převážně přímořské scenérie. Jeho bratr Oswald Achenbach se soustředil na zobrazení italského venkova. Oba bratři bývají proto někdy žertovně označováni jako „A a O krajináři“.

## Životopis

### Rodina

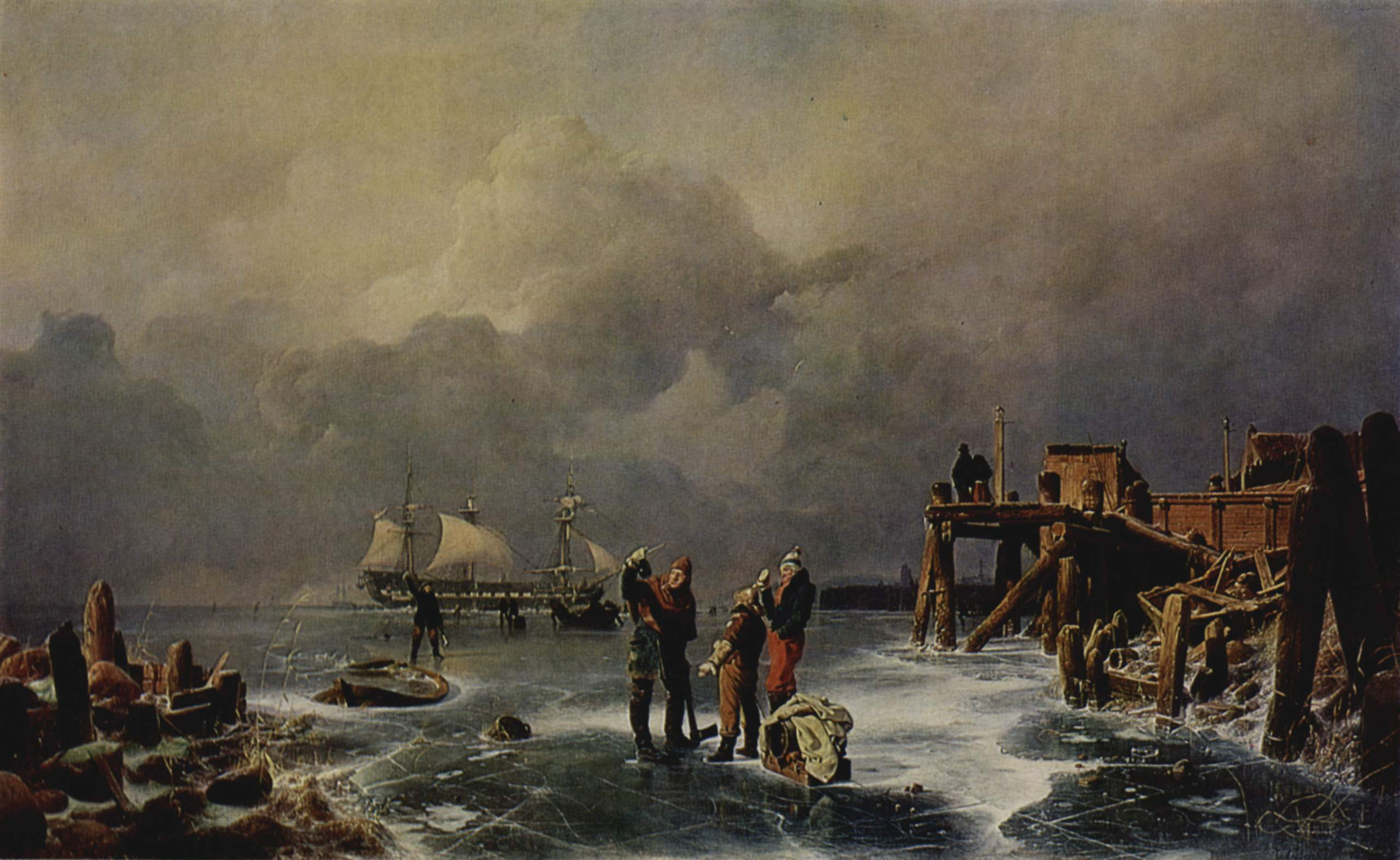
Břeh zamrzlého moře, 1839, olej na plátně, Ermitáž, Petrohrad

Andreas byl synem Hermanna Achenbacha a Christine Achenbachové, rozené Zilchové. Málo naznačovala tomu, že v této rodině vyrostou dva významní malíři 19. století. Hermann Achenbach vystřídal několik profesí. Pracoval jako sládek a octař, měl v jednom období hostinec v Düsseldorfu a později pracoval jako účetní.

### Umělecká kariéra

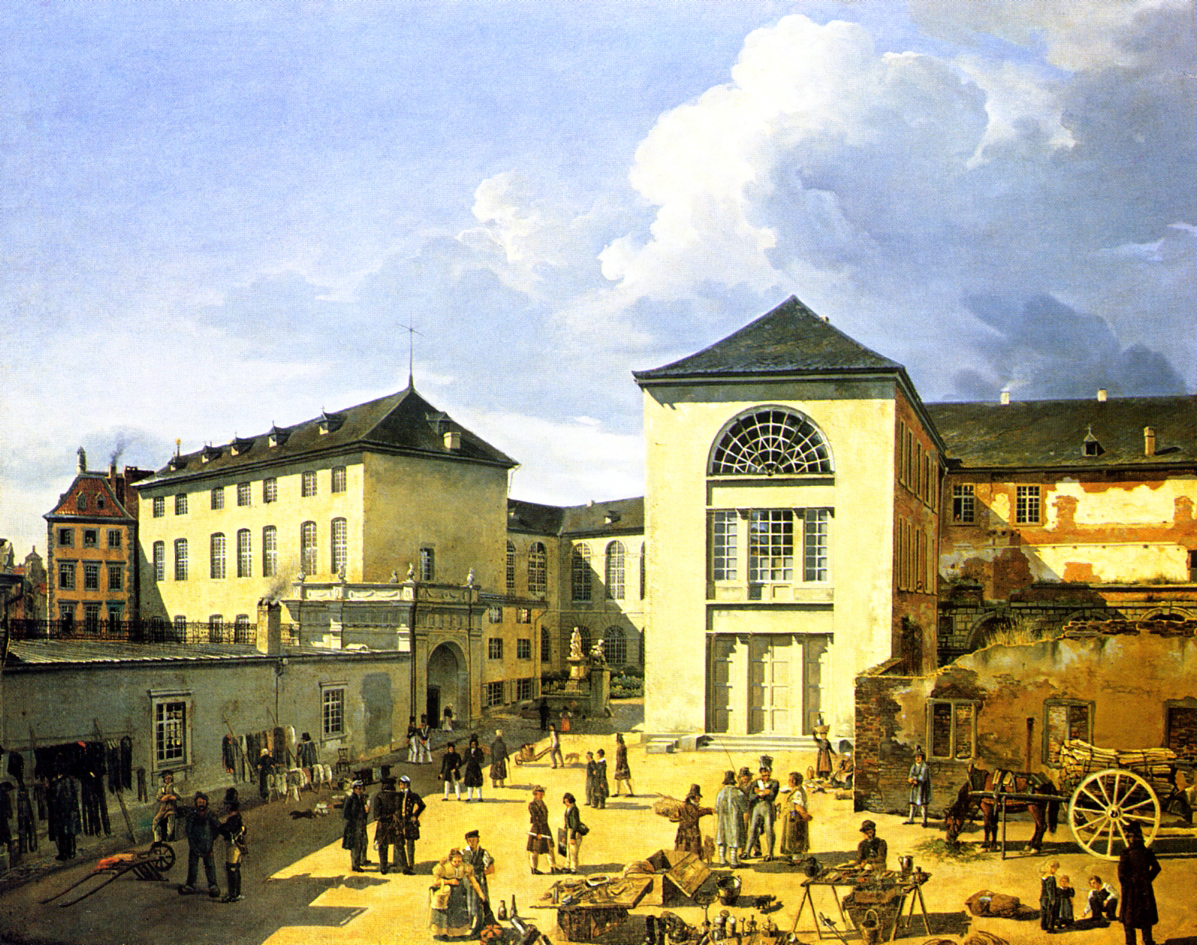
„Stará akademie v Düsseldorfu“, 1831, Kunstmuseum Düsseldorf

Andreas Achenbach dostával už jako dítě hodiny kreslení a svou uměleckou přípravu začal v roce 1827, ve dvanácti letech, na umělecké akademii v Düsseldorfu u Wilhelma von Schadow, Heinricha Christopha Kolbeho a Carla Friedricha Schäffera. Na výstavě „Kunstvereins für die Rheinlande und Westfalen“, kterou Schadow v roce 1829 spolupořádal, dosáhl teprve čtrnáctiletý Achenbach svého prvního velkého úspěchu, ne pouze jako vystavující malíř – jeden z jeho obrazů byl prodán.
V letech 1832 až 1833 podnikl se svým otcem rozsáhlou studijní cestu mimo jiné do Rotterdamu, Scheveningenu, Amsterdamu a Rigy. Cesta mu dala příležitost důkladně se seznámit s holandskými a vlámskými malíři. Nejvíce na něj zapůsobily obrazy Jacoba van Ruisdaela a Allarta van Everdingena. Od tohoto okamžiku začala v jeho tvorbě převládat zobrazení moře a jeho břehů.
Mezi jeho pozdější učitele patřil také Johann Wilhelm Schirmer. Achenbachovy rané práce byly ovlivněny pseudoidealismem německého romantismu, ale po pobytu v Mnichově v roce 1835 nastal v jeho tvorbě zlom a Achenbach se stal jedním z tvůrců německého realismu. Důvodem k opuštění düsseldorfské akademie byly vnitřní konflikty. V roce 1885 se stal Andreas Achenbach čestným občanem Düsseldorfu.
Andreas Achenbach byl mistrem malířské techniky a umělecký reformátor, ale vzhledem k intenzitě vlastní tvorby se minimálně věnoval pedagogické činnosti. Mezi jeho nepočetné žáky patřil jeho bratr Oswald Achenbach Albert Flamm.

### Cesty

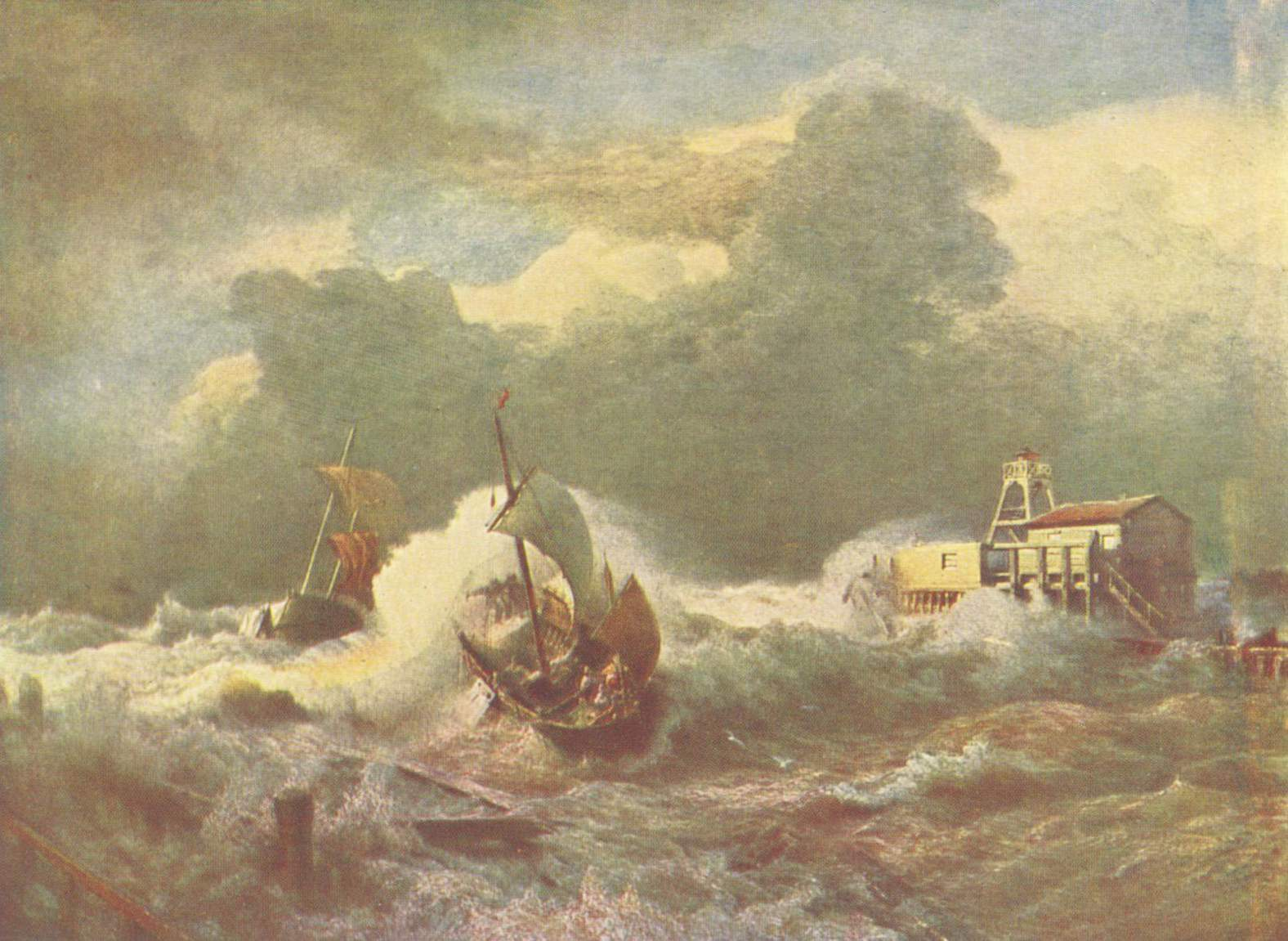
„Maják u Ostende“, 1887, Museum der Bildenden Künste, Lipsko

Stejně jako jeho bratr Oswald podnikl také Andreas Achenbach během svého života několik studijních cest. V roce 1835 to byla dlouhá cesta po Dánsku, Norsku a Švédsku. Do Norska se vrátil ještě v roce 1839, ve společnosti norského malíře Thomase Fearnleyho. V roce 1836 patřily mezi jeho cíle Bavorské Alpy a Tyrolsko. V letech 1843 až 1845 žil v Itálii, především v oblasti Campagna Romana a na Capri. V roce 1846 se vrátil do Düsseldorfu a stal se členem několika spolků, také uměleckého sdružení Malkasten.

## Vyznamenání
- Řád Leopoldův – Belgie, 1848
- Řád svatého Stanislava – Ruské impérium, 1861
- komtur Řádu svatého Olafa – Norsko, 1878
- Pour le Mérite – Pruské království, 24. ledna 1881[2]
- Maxmiliánův řád pro vědu a umění – 1871

## Výběr z díla

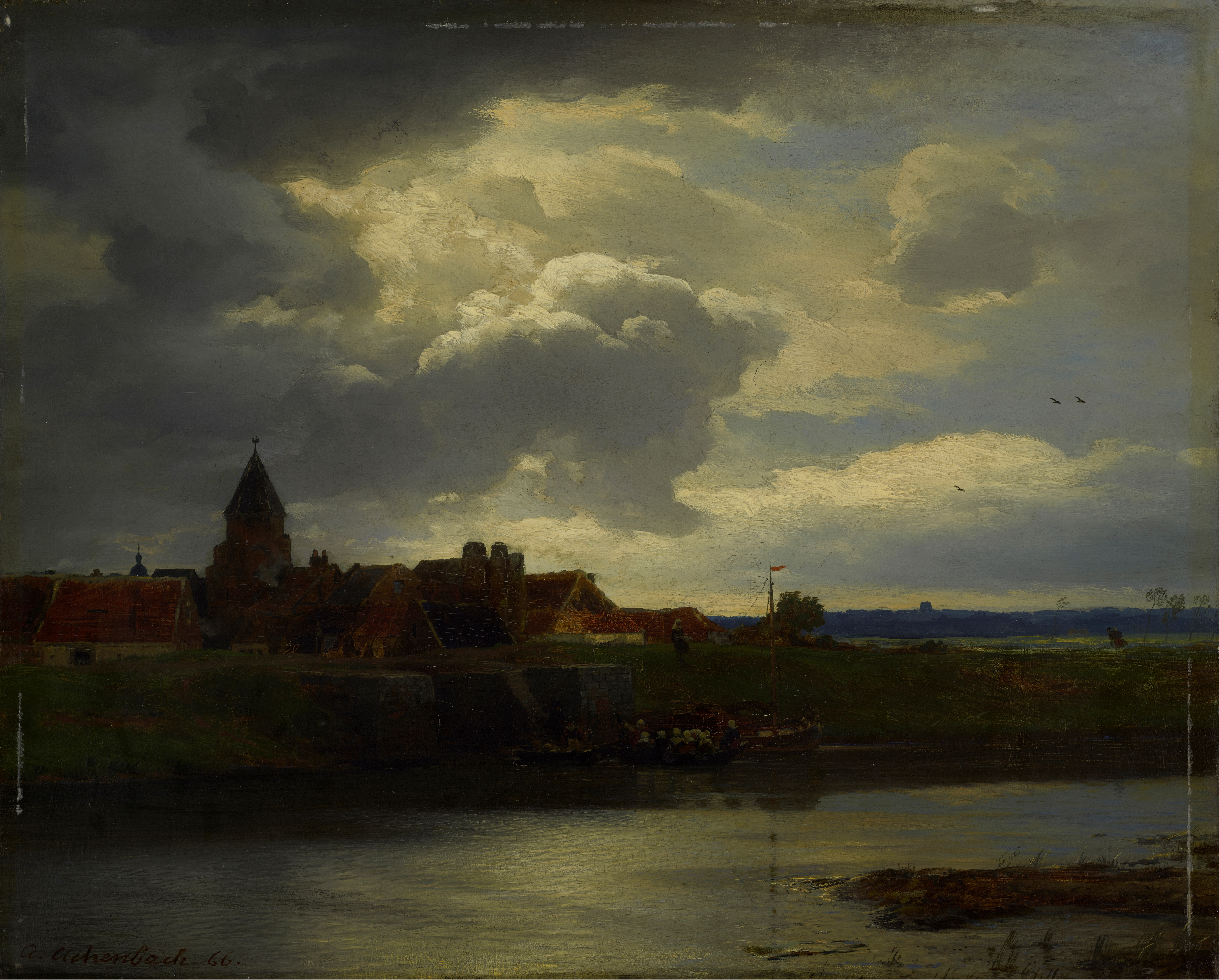
Krajina s řekou, 1866, olej na plátně, Ermitáž, Petrohrad

- „Stará akademie v Düsseldorfu“, 1831, Düsseldorf, Kunstmuseum Düsseldorf
- „Otec Hermann Achenbach“, 1834, poprvé vystaven v 2006, soukromá sbírka
- „Matka Christine Achenbachová rozená Zilchová“, 1834, poprvé vystaven v 2006, soukromá sbírka
- „Hardangerský fjord“, 1835, Düsseldorfská galerie
- „Vodopád Trollhätte“ 1836, Greifswald, Pommersches Landesmuseum
- „Maják“, 1836, Mnichov, Nová Pinakotéka
- „Maják na norském pobřeží“, 1837, Städel Museum Frankfurt
- „Odliv“, 1837, Niedersächsisches Landsmuseum Hannover
- „Norská krajina“, 1838, Karlsruhe, Staatliche Kunsthalle
- „Zkáza parníku 'Der Präsident'“ 1838
- „Krajina s kostelem Schwarzrheindorf“, 1839, Dortmund, Museum für Kunst und Kulturgeschichte
- „Na mořském břehu“, 1852, Freiburg im Breisgau, Augustinermuseum
- „Vestfálská krajina“ 1863, Greifswald, Pommersches Landesmuseum
- „Nizozemská krajina“, 1865, Stuttgart, Státní galerie Stuttgart
- „Holandský přístav“ 1866 Nová národní galerie Berlín
- „Horská krajina“, 1866, Kolín nad Rýnem, Wallraf-Richartz-Museum
- „V přístavu Ostende“, 1866, Berlín, Národní galerie
- „Vestfálský vodní mlýn“, 1869, Lipsko, Museum der bildenden Künste
- „Maják u Ostende“ 1887
- „Rybářský kutter“ 1896 NordseeMuseum Husum
- „Amsterdamský gracht“

### Ilustrace (výběr)
Digitalizovaná vydání univerzitní knihovny v Düsseldorfu.
- V: Aquarelle Düsseldorfer Künstler: den kunstsinnigen Damen gewidmet. Arnz, Düsseldorf 1861. Digitalizované vydání
- V: Düsseldorfer Lieder-Album: 6 Lieder mit Pianofortebegleitung. Arnz, Düsseldorf 1851. Digitalizované vydání
- V: Tegnér, Esaias. Frithiofsage. Uebersetzt von Julius Minding. Cornelius, Berlín (u.a.) 1842. Digitalizované vydání
- V: Endrulat, Bernhard: Ein Kaiserfest im "Malkasten" zu Düsseldorf: und 11 in Holzschnitt ausgeführten Originalzeichnungen. Voß, Düsseldorf 1878. Digitalizované vydání
- V: Reinick, Robert. Lieder eines Malers mit Randzeichnungen seiner Freunde. mezi 1836 až 1852.
  - Lieder eines Malers mit Randzeichnungen seiner Freunde. Schulgen-Bettendorff, Düsseldorf 1836, Probedruck. Digitalizované vydání
  - Lieder eines Malers mit Randzeichnungen seiner Freunde. Schulgen-Bettendorff, Düsseldorf 1838. Digitalizované vydání
  - Lieder eines Malers mit Randzeichnungen seiner Freunde. Schulgen-Bettendorff, Düsseldorf 1838. Digitalizované vydání
  - Lieder eines Malers mit Randzeichnungen seiner Freunde. Buddeus, Düsseldorf mezi 1839 až 1846. Digitalizované vydání
  - Lieder eines Malers mit Randzeichnungen seiner Freunde. Vogel, Lipsko ca 1852. Digitalizované vydání
- V: Bund, Ludwig. Lieder der Heimath: Eine Sammlung der vorzüglichsten Dichtungen im Bilderschmucke deutscher Kunst. Breidenbach, Düsseldorf 1868. Digitalizované vydání
- V: Stieler, K./Wachenhusen, H. /Hackländer, F. W.: Rheinfahrt: Von den Quellen des Rheins bis zum Meere. Kröner, Stuttgart 1875. Digitalizované vydání
- V: Sammlung von Original-Radirungen Düsseldorfer Künstler. Schulgen, Düsseldorf 1850. Digitalizované vydání
- Achenbach, Hermann. Tagebuch meiner Reise nach den Nordamerikanischen Freistaaten oder: Das neue Kanaan. Beyer, Düsseldorf 1835, 2 Bde. Digitalizované vydání
- V: Weihnachts-Album. Arnz, Düsseldorf 1853. Digitalisierte Ausgabe
- Zwölf Original-Radirungen. Schwan & Steifensand, Düsseldorf 1885. Digitalizované vydání
- Der Ewlenspiegel und die drey Blinden Digitalizované vydání
- Die Narren des Grafen von der Lipp, oder der überwundene Trommelschläger. Digitalizované vydání
- Reneaudin, Bollinger et Comp. 1857. Digitalizované vydání